# Олександро-Завадське
Олексáндро-Зава́дське — село в Україні, у Добровеличківській селищній громаді Новоукраїнського району Кіровоградської області. Населення становить 213 осіб. Орган місцевого самоврядування — Добровеличківська селищна рада.

## Географія
У селі бере початок річка Лозоватка.

## Історія
Село засноване на землях місцевого поміщика Олександра Завадського, на честь якого й отримало свою назву.

## Населення
Згідно з переписом УРСР 1989 року чисельність наявного населення села становила 220 осіб, з яких 108 чоловіків та 112 жінок.
За переписом населення України 2001 року в селі мешкало 213 осіб.

### Мова
Розподіл населення за рідною мовою за даними перепису 2001 року:
| Мова       | Відсоток |
| ---------- | -------- |
| українська | 98,59 %  |
| російська  | 0,94 %   |
| інші       | 0,47 %   |